# Stevan Bikić
Stevan Bikić, srbski general, * 18. julij 1918, † ?.

## Življenjepis
Leta 1942 je vstopil v NOVJ in KPJ. Med vojno je bil poveljnik bataljona in namestnik poveljnika 1. vojvodinjske brigade, bil poveljnik 5. vojvodinjske brigade, načelnik artilerije Generalštaba Vojvodine in načelnik artilerije 3. armade.
Po vojni je končal šolanje na Višji vojaški akademiji JLA in operativni tečaj na Vojni šoli JLA. Zasedal je položaje poveljnika artilerije armade, bil načelnik Uprave artilerije JLA,...

## Odlikovanja
- red bratstva in enotnosti
- red zaslug za ljudstvo